# Jurij Wertatsch
Jurij Wertatsch, ljubljanski župan v 17. stoletju, * 1590 (Nemčija), † po letu 1660, Ljubljana. 
Wertatsch je bil župan Ljubljane v letih 1650, 1651, 1655 in 1656. 